# MBCニュースデスク
『MBCニュースデスク』 (エムビーシーニュースデスク、朝: MBC뉴스데스크、英: MBC NEWS DESK) は、韓国・MBCテレビで放送されているニュース番組であり、MBCを代表する看板ニュース番組である。

## 概要
放送開始は1970年10月5日。同時間帯（当時）に放送されているKBS第1テレビの「KBSニュース9」、20時台に放送されているSBSの「SBS8ニュース」とともに、地上波テレビの主要ニュース番組に位置づけられている。
番組を進行する記者・アナウンサーをアンカーとしてニューススタジオに配し、記者が取材映像に自ら登場してレポートする「アンカーシステム」を韓国で最初に導入した番組とされ、韓国のニュース番組で典型的な男性が左、女性が右というアンカーの座席配置も「ニュースデスク」が始まりといわれる。
まず『MBCニュースデスク』として1970年10月5日から1976年4月22日まで放送したが、その頃のハングルの表記は現在とは異なり、『MBC 뉴우스데스크』であった。その後、1970年代後半-80年ごろのいわゆる「言論統廃合」といわれる全斗煥政権の政策に伴い、1976年4月23日から1980年12月14日までは『MBCニュースの現場』（表記は、『MBC 뉴스의現場』）に改題、主題歌も重厚なオーケストラの演奏に変更したが、1980年12月15日に『MBCニュースデスク』にタイトルを戻し、ハングル表記が現在までに続くものになった。
1980年代には平均視聴率30%台から40%台を記録し、1990年代も平均視聴率は20%前後で推移していた。
しかし、1999年をピークに低迷期に入り、その後、2005年ごろまでに平均視聴率が15％を割り込んだ。
2005年11月に「PD手帳」で黄禹錫疑惑報道が行われてからは、MBCへの拒否反応が激化。PD手帳が報じた内容の正当性が確認されてからも視聴率不振はしばらく続き、主要ニュース番組第2位の座を回復するまでには約5か月を要した。
従来はストレートニュースが中心の番組構成であったが、2006年11月からは記者がスタジオでアンカーと対話しながらニュースを解説するコーナー「深層報道」を設けた。また女性アンカーが席を立ってPDP画面上で説明するスタイルを「8ニュース」から取り入れた。こうした試みが功を奏して視聴率はやや回復傾向にあり、2007年に入って後続の高視聴率史劇「朱蒙」が放送される月・火曜日には「ニュース9」を上回る日もみられた。
しかしながらかつての圧倒的な勢いが復活したとはいえず、特に土・日曜日は同時間帯に娯楽番組を編成するKBS第2テレビやドラマを放送するSBSの視聴率が高いため、週末の主要ニュース番組首位は「8ニュース」に奪われている。MBC社内では一部に20時台への移動案もあったが、報道局の反対によって見送られたとも伝えられた。
MBC報道戦略チームと建国大学校新聞放送学科による2006年末の視聴者評価調査によると、地上波3社の主要ニュース3番組では「ニュース9」が知名度や選好度、信頼性などで首位となった一方、「ニュースデスク」はアンカー・記者の評価や構成の多様さなどでKBSを僅差で上回る結果が出た。この報告書ではMBCニュースの競争力が低下した構造的要因として、KBSニュース9のようなシームレスな編成がCMを放送する都合で難しいことを挙げ、競争力の向上には短期的な対応よりもMBCニュースの長期的なブランド価値向上が重要だと述べている。そんな中、2012年秋季改編にあたり、同年11月5日から平日についても週末同様に1時間繰り上げ、「毎日20時スタート」体制に移行。
2019年3月18日以降は「平日19時30分スタート」に移行、土日は従来通り19時55分スタートとなっている。（時間はいずれも韓国時間）

## 番組内容
放送時間は平日が約50分、金曜日が約60分、土日が約50分だが、旧正月や秋夕（チュソク）は特別編成となり、平日でも土日並みに放送時間が短縮される。全曜日21時スタートだった頃は平日が約45分、土日が約30分であった。ローカル枠は平日は20時30分前後、金曜日は20時10分前後、土日は20時20分前後から放送されている。
旧正月には、アンカーが韓服（伝統服）を着て番組を進行するのが恒例となっている。
番組のスタート時間は前述通りとなっているが、韓国では放送中のコマーシャル挿入は法律により原則禁止されており、まずオープニングタイトル→スタジオ・またはお天気カメラや中継先の映像を映しつつ番組協賛スポンサークレジットを送り、その後時報まで延々とCMを放送し続けるので、実質いわゆるフライングスタートではないが、最近は19時57分ごろからヘッドラインを放送。そしてアンカーが登場する前の20時の時報にはサムスン電子のスマートフォンブランド「Samsung Galaxy」が15秒のCM提供に付いている。時報パターンは頻繁に変わる（年に少なくとも4回ほど）。
平日の時報前には為替相場（大韓民国ウォン : アメリカドル）、株価指数（韓国総合指数、コスダック指数）、金利（3年満期国債）の経済指標が大手証券会社、教保証券（現在はイートレード証券）の情報提供でCGで表示される。SBS8ニュースでも2006年3月までは同じく時報前に経済指標を伝えていたが、その後は番組終盤のコーナーである気象情報の直後に移動した。
重大ニュースの発生時には番組名を「特集 MBCニュースデスク」とし、放送時間が延長されたりするほか、2012年10月頃までは放送開始が1時間ほど繰り上げられたりすることがあった。国会議員総選挙や大統領選挙の投票日でも、開票速報番組の中でニュースデスクが放送される。また、サッカー韓国代表の試合やプロ野球韓国シリーズ、オリンピック、FIFAワールドカップの生中継がある場合は前倒し、もしくは遅れて番組が開始されることがある。
重大事件や大きなイベントが起こった場合は、現場に仮設のサテライトスタジオを設置し、そこから生放送する場合がある。
一時はスポーツニュースのコーナーが「MBCスポーツニュース」として分離されていた。また、かつて他番組として分離されていた天気予報のコーナーが今は番組内に組み込まれている。
- 同局で放送事故や不祥事が起きた場合は、番組開始前に社告放送が流される。また、訂正放送が天気予報の後（ニュース本編の最後）に挿入される場合もある。

## 番組予告
過去には平日18時30分のMBCニュースの最後で「ニュースデスク」のヘッドラインを紹介していたこともある。
- 今日のニュースデスク（平日20時15分前後、土日19時45分前後）

1分のミニ番組。当日の主要ニュース項目をアンカー（平日はパク・ヘジン、土日はソン・ジョンウン）が報道局から伝える。

## ラジオ
標準FM・AMラジオでも平日20時00分 - 20時25分、週末20時00分 - 20時35分に放送されている。『KBSニュース9』同様途中までテレビ音声の同時放送、その後はラジオ独自のニュース短信・気象情報で構成されている。

## 放送時間

### 平日
平日は『MBCニューストゥデイ』と共に唯一中間広告が施行され、地域ニュースが終わった後スポーツニュース直前に中間広告が登場する。
| 放送チャンネル | 放送期間                                                      | 放送時間                                | 放送分 |
| -------------- | ------------------------------------------------------------- | --------------------------------------- | ------ |
| MBC TV         | 1970年10月5日 - 1970年10月23日                                | 毎週平日22:30 - 23:00                   | 30分   |
| MBC TV         | 1971年10月4日 - 1971年10月8日                                 | 毎週月曜日22:15 - 22:45                 | 30分   |
| MBC TV         | 1971年10月4日 - 1971年10月8日                                 | 毎週火曜日 - 金曜日22:00 - 22:25        | 25分   |
| MBC TV         | 1971年10月11日 - 1972年2月4日                                 | 毎週平日22:00 - 22:25                   | 25分   |
| MBC TV         | 1972年2月7日 - 1972年10月6日                                  | 毎週平日22:00 - 22:30                   | 30分   |
| MBC TV         | 1972年10月16日 - 1975年1月24日                                | 毎週平日22:00 - 22:30                   | 30分   |
| MBC TV         | 1975年4月28日 - 1976年4月9日                                  | 毎週平日22:00 - 22:30                   | 30分   |
| MBC TV         | 1972年10月10日 - 1972年10月13日                               | 毎週平日22:00 - 22:20                   | 20分   |
| MBC TV         | 1975年1月27日 - 1975年4月25日                                 | 毎週平日22:00 - 22:35                   | 35分   |
| MBC TV         | 1976年4月12日 - 1977年4月15日                                 | 毎週平日21:00 - 21:25                   | 25分   |
| MBC TV         | 1977年4月18日 - 1980年2月29日                                 | 毎週平日21:00 - 21:30                   | 30分   |
| MBC TV         | 1996年12月30日 - 1996年12月31日                               | 毎週平日21:00 - 21:30                   | 30分   |
| MBC TV         | 1997年1月2日                                                  | 毎週平日21:00 - 21:30                   | 30分   |
| MBC TV         | 1980年3月3日 - 1980年12月12日                                 | 毎週平日21:00 - 21:40                   | 40分   |
| MBC TV         | 1981年10月5日 - 1984年4月13日                                 | 毎週平日21:00 - 21:40                   | 40分   |
| MBC TV         | 1989年10月30日 - 1990年4月27日                                | 毎週平日21:00 - 21:40                   | 40分   |
| MBC TV         | 1980年12月15日 - 1981年10月2日                                | 毎週平日21:00 - 21:35                   | 35分   |
| MBC TV         | 1984年4月16日 - 1987年5月8日                                  | 毎週平日21:00 - 21:45                   | 45分   |
| MBC TV         | 1989年4月24日 - 1989年10月29日                                | 毎週平日21:00 - 21:45                   | 45分   |
| MBC TV         | 1991年10月7日 - 1996年12月27日                                | 毎週平日21:00 - 21:45                   | 45分   |
| MBC TV         | 1997年1月3日                                                  | 毎週平日21:00 - 21:45                   | 45分   |
| MBC TV         | 1987年5月11日 - 1989年4月21日                                 | 毎週平日21:00 - 21:50                   | 50分   |
| MBC TV         | 1990年4月30日 - 1991年10月4日                                 | 毎週平日21:00 - 21:50                   | 50分   |
| MBC TV         | 1997年1月6日 - 2000年5月12日                                  | 毎週平日21:00 - 21:50                   | 50分   |
| MBC TV         | 1997年1月1日                                                  | 毎週平日21:00 - 21:55                   | 55分   |
| MBC TV         | 2000年5月15日 - 2010年4月2日                                  | 毎週平日20:55 - 21:50                   | 55分   |
| MBC TV         | 2010年5月17日 - 2010年5月21日                                 | 毎週平日20:55 - 21:50                   | 55分   |
| MBC TV         | 2010年11月1日 - 2010年11月5日                                 | 毎週平日20:55 - 21:50                   | 55分   |
| MBC TV         | 2010年11月29日 - 2010年12月17日                               | 毎週平日20:55 - 21:50                   | 55分   |
| MBC TV         | 2012年7月2日 - 2012年11月2日                                  | 毎週平日20:55 - 21:50                   | 55分   |
| MBC TV         | 2010年4月5日 - 2010年5月14日                                  | 毎週平日20:55 - 21:35                   | 40分   |
| MBC TV         | 2010年11月22日                                                | 毎週平日20:55 - 21:55                   | 60分   |
| MBC TV         | 2010年12月20日 - 2012年1月27日                                | 毎週平日20:55 - 21:55                   | 60分   |
| MBC TV         | 2012年1月30日 - 2012年2月17日                                 | 毎週平日20:55 - 21:20                   | 25分   |
| MBC TV         | 2012年2月20日 - 2012年5月11日                                 | 毎週平日20:55 - 21:30                   | 35分   |
| MBC TV         | 2010年5月24日 - 2010年10月29日                                | 毎週平日20:55 - 21:45                   | 50分   |
| MBC TV         | 2012年5月14日 - 2012年6月29日                                 | 毎週平日20:55 - 21:45                   | 50分   |
| MBC TV         | 2012年11月5日 - 2013年4月12日                                 | 毎週平日19:55 - 20:50                   | 55分   |
| MBC TV         | 2013年4月15日 - 2017年9月1日                                  | 毎週平日19:55 - 20:55                   | 60分   |
| MBC TV         | 2017年12月26日 - 2018年9月14日                                | 毎週平日19:55 - 20:55                   | 60分   |
| MBC TV         | 2017年9月4日 - 2017年9月15日                                  | 毎週平日19:55 - 20:45                   | 50分   |
| MBC TV         | 2017年9月18日 - 2017年12月25日                                | 毎週平日19:55 - 20:35                   | 40分   |
| MBC TV         | 2018年9月17日 - 2018年12月14日 2018年12月24日 - 2019年3月15日 | 毎週月曜日～木曜日19:55 - 20:55         | 60分   |
| MBC TV         | 2018年9月17日 - 2018年12月14日 2018年12月24日 - 2019年3月15日 | 毎週金曜日19:55 - 20:50                 | 55分   |
| MBC TV         | 2018年12月17日 - 2018年12月21日                               | 毎週月曜日・水曜日・木曜日19:55 - 20:55 | 60分   |
| MBC TV         | 2018年12月17日 - 2018年12月21日                               | 毎週火曜日19:45 - 20:55                 | 70分   |
| MBC TV         | 2018年12月17日 - 2018年12月21日                               | 毎週金曜日19:55 - 20:50                 | 55分   |
| MBC TV         | 2019年3月18日 - 2020年3月24日                                 | 毎週月曜日～木曜日19:30 - 20:55         | 85分   |
| MBC TV         | 2019年3月18日 - 2020年3月24日                                 | 毎週金曜日19:30 - 20:30                 | 60分   |
| MBC TV         | 2020年3月25日 - 2020年6月26日                                 | 毎週月曜日～木曜日19:35 - 20:55         | 80分   |
| MBC TV         | 2020年3月25日 - 2020年6月26日                                 | 毎週金曜日19:35 - 20:30                 | 55分   |
| MBC TV         | 2020年6月29日 - 2020年9月11日                                 | 毎週月曜日〜木曜日19:55 - 20:50（1部）  | 95分   |
| MBC TV         | 2020年6月29日 - 2020年9月11日                                 | 毎週月曜日〜木曜日20:50 - 21:30（2部）  | 95分   |
| MBC TV         | 2020年6月29日 - 2020年9月11日                                 | 毎週金曜日19:55 - 20:50                 | 55分   |
| MBC TV         | 2020年9月14日 - 2021年6月18日                                 | 毎週月曜日〜木曜日19:50 - 20:45（1部）  | 90分   |
| MBC TV         | 2020年9月14日 - 2021年6月18日                                 | 毎週月曜日〜木曜日20:45 - 21:20（2部）  | 90分   |
| MBC TV         | 2020年9月14日 - 2021年6月18日                                 | 毎週金曜日19:50 - 20:45                 | 55分   |
| MBC TV         | 2021年6月21日 - 現在                                          | 毎週月曜日～木曜日19:40 - 21:00         | 80分   |
| MBC TV         | 2021年6月21日 - 現在                                          | 毎週金曜日19:40 - 20:40                 | 60分   |

### 週末
| 放送チャンネル                                              | 放送期間                      | 放送時間                | 放送分 |
| ----------------------------------------------------------- | ----------------------------- | ----------------------- | ------ |
|                                                             | 1975年4月12日 - 1975年4月13日 | 毎週土曜日22:00 - 22:25 | 25分   |
| 毎週日曜日21:35 - 21:55                                     | 1975年4月12日 - 1975年4月13日 | 20分                    |        |
| 1975年4月19日 - 1975年5月11日                               | 毎週土曜日22:05 - 22:25       | 20分                    |        |
| 1975年4月19日 - 1975年5月11日                               | 毎週日曜日21:30 - 21:50       | 20分                    |        |
| 1975年5月17日 - 1975年5月18日 1975年7月5日 - 1975年7月27日  | 毎週土曜日22:05 - 22:25       | 20分                    |        |
| 1975年5月17日 - 1975年5月18日 1975年7月5日 - 1975年7月27日  | 毎週日曜日21:40 - 22:10       | 30分                    |        |
| 1975年5月24日 - 1975年6月1日                                | 毎週土曜日22:05 - 22:25       | 20分                    |        |
| 1975年5月24日 - 1975年6月1日                                | 毎週日曜日21:30 - 22:15       | 45分                    |        |
| 1975年6月7日 - 1975年6月15日                                | 毎週土曜日22:05 - 22:25       | 20分                    |        |
| 1975年6月7日 - 1975年6月15日                                | 毎週日曜日21:40 - 10:15       | 35分                    |        |
| 1975年6月21日 - 1975年6月29日                               | 毎週土曜日22:15 - 22:30       | 15分                    |        |
| 1975年6月21日 - 1975年6月29日                               | 毎週日曜日21:30 - 21:55       | 25分                    |        |
| 1975年8月2日 - 1975年10月5日                                | 毎週土曜日22:05 - 22:25       | 20分                    |        |
| 1975年8月2日 - 1975年10月5日                                | 毎週日曜日21:40 - 22:00       | 20分                    |        |
| 1975年10月11日 - 1975年10月12日                             | 毎週土曜日22:20 - 22:40       | 20分                    |        |
| 1975年10月11日 - 1975年10月12日                             | 毎週日曜日21:55 - 22:15       | 20分                    |        |
| 1975年10月18日 - 1976年1月11日 1976年2月7日 - 1976年2月22日 | 毎週土曜日22:00 - 22:20       | 20分                    |        |
| 1975年10月18日 - 1976年1月11日 1976年2月7日 - 1976年2月22日 | 毎週日曜日21:35 - 21:55       | 20分                    |        |
| 1976年1月17日 - 1976年1月18日                               | 毎週土曜日21:00 - 21:25       | 25分                    |        |
| 1976年1月17日 - 1976年1月18日                               | 毎週日曜日21:05 - 21:25       | 20分                    |        |
| 1976年1月24日 - 1976年1月11日                               | 毎週土曜日22:00 - 22:30       | 30分                    |        |
| 1976年1月24日 - 1976年1月11日                               | 毎週日曜日21:05 - 21:25       | 20分                    |        |
| 1976年1月31日 - 1976年2月1日                                | 毎週土曜日22:00 - 22:35       | 35分                    |        |
| 1976年1月31日 - 1976年2月1日                                | 毎週日曜日21:05 - 21:25       | 20分                    |        |
| 1976年2月28日                                               | 毎週土曜日22:00 - 22:25       | 25分                    |        |
| 1976年3月6日 - 1976年3月28日                                | 毎週土曜日22:00 - 22:20       | 20分                    |        |
| 1976年3月6日 - 1976年3月28日                                | 毎週日曜日21:35 - 22:00       | 25分                    |        |
| 1976年4月3日 - 1976年4月10日                                | 毎週土曜日22:00 - 22:20       | 20分                    |        |
| 1976年4月17日 - 1976年5月2日                                | 毎週土曜日21:00 - 21:25       | 25分                    |        |
| 1976年4月17日 - 1976年5月2日                                | 毎週日曜日21:25 - 21:45       | 20分                    |        |
| 1976年5月8日 - 1976年10月17日                               | 毎週土曜日21:00 - 21:25       | 25分                    |        |
| 1976年5月8日 - 1976年10月17日                               | 毎週日曜日21:25 - 21:50       | 25分                    |        |
| 1976年10月23日 - 1976年12月19日                             | 毎週土曜日21:35 - 21:55       | 20分                    |        |
| 1976年10月23日 - 1976年12月19日                             | 毎週日曜日21:30 - 21:55       | 25分                    |        |
| 1976年12月25日 - 1976年12月26日                             | 毎週末21:30 - 21:55           | 25分                    |        |
| 1977年1月8日 - 1977年1月9日                                 | 毎週末21:30 - 21:55           | 25分                    |        |
| 1977年2月5日 - 1977年6月19日                                | 毎週末21:30 - 21:55           | 25分                    |        |
| 1977年7月2日 - 1977年7月3日                                 | 毎週末21:30 - 21:55           | 25分                    |        |
| 1977年8月6日 - 1977年8月28日                                | 毎週末21:30 - 21:55           | 25分                    |        |
| 1977年9月24日 - 1978年5月28日                               | 毎週末21:30 - 21:55           | 25分                    |        |
| 1978年6月17日 - 1978年7月9日                                | 毎週末21:30 - 21:55           | 25分                    |        |
| 1977年1月15日 - 1977年1月16日                               | 毎週土曜日21:55 - 22:15       | 20分                    |        |
| 1977年1月15日 - 1977年1月16日                               | 毎週日曜日21:30 - 21:55       | 25分                    |        |
| 1977年1月22日 - 1977年1月30日                               | 毎週土曜日21:35 - 22:00       | 25分                    |        |
| 1977年1月22日 - 1977年1月30日                               | 毎週日曜日22:00 - 22:25       | 25分                    |        |
| 1977年6月26日                                               | 毎週日曜日21:25 - 21:45       | 20分                    |        |
| 1977年7月9日 - 1977年7月10日                                | 毎週土曜日21:30 - 21:55       | 25分                    |        |
| 1977年7月9日 - 1977年7月10日                                | 毎週日曜日21:35 - 21:55       | 20分                    |        |
| 1977年7月16日 - 1977年7月17日                               | 毎週土曜日21:00 - 21:25       | 25分                    |        |
| 1977年7月16日 - 1977年7月17日                               | 毎週日曜日21:40 - 22:00       | 20分                    |        |
| 1977年7月23日 - 1977年7月31日                               | 毎週土曜日21:30 - 21:55       | 25分                    |        |
| 1977年7月23日 - 1977年7月31日                               | 毎週日曜日21:30 - 22:00       | 30分                    |        |
| 1977年9月3日 - 1977年9月4日                                 | 毎週土曜日21:30 - 21:55       | 25分                    |        |
| 1977年9月3日 - 1977年9月4日                                 | 毎週日曜日22:30 - 23:00       | 30分                    |        |
| 1977年9月10日 - 1977年9月18日                               | 毎週土曜日21:30 - 21:55       | 25分                    |        |
| 1977年9月10日 - 1977年9月18日                               | 毎週日曜日21:40 - 22:10       | 30分                    |        |
| 1978年6月3日 - 1978年6月11日                                | 毎週土曜日21:00 - 21:25       | 25分                    |        |
| 1978年6月3日 - 1978年6月11日                                | 毎週日曜日21:30 - 21:55       | 30分                    |        |
| 1978年7月15日 - 1978年7月16日                               | 毎週土曜日21:35 - 22:05       | 30分                    |        |
| 1978年7月15日 - 1978年7月16日                               | 毎週日曜日21:10 - 21:40       | 30分                    |        |
| 1978年7月22日 - 1978年7月23日                               | 毎週土曜日21:35 - 22:00       | 25分                    |        |
| 1978年7月22日 - 1978年7月23日                               | 毎週日曜日21:10 - 21:35       | 25分                    |        |
| 1978年7月29日 - 1978年10月15日                              | 毎週土曜日21:35 - 22:00       | 25分                    |        |
| 1978年7月29日 - 1978年10月15日                              | 毎週日曜日21:10 - 21:30       | 20分                    |        |
| 1978年10月21日 - 1978年12月30日                             | 毎週末21:00 - 21:25           | 25分                    |        |
| 1979年1月27日 - 1979年1月28日                               | 毎週末21:00 - 21:25           | 25分                    |        |
| 1979年3月3日 - 1980年7月20日                                | 毎週末21:00 - 21:25           | 25分                    |        |
| 1980年9月21日 - 1980年11月9日                               | 毎週末21:00 - 21:25           | 25分                    |        |
| 1980年12月20日 - 1981年3月14日                              | 毎週土曜日21:00 - 21:25       | 25分                    |        |
| 1979年1月6日 - 1979年1月14日                                | 毎週土曜日21:00 - 21:30       | 30分                    |        |
| 1979年1月6日 - 1979年1月14日                                | 毎週日曜日21:00 - 21:25       | 25分                    |        |
| 1979年1月20日 - 1979年1月14日                               | 毎週土曜日20:50 - 21:15       | 25分                    |        |
| 1979年1月20日 - 1979年1月14日                               | 毎週日曜日21:00 - 21:25       | 25分                    |        |
| 1979年2月3日 - 1979年2月25日                                | 毎週土曜日21:35 - 21:55       | 20分                    |        |
| 1979年2月3日 - 1979年2月25日                                | 毎週日曜日21:00 - 21:25       | 25分                    |        |
| 1980年7月26日 - 1980年9月14日                               | 毎週末21:00 - 21:30           | 30分                    |        |
| 1985年5月4日 - 1988年5月7日                                 | 毎週土曜日21:00 - 21:30       | 30分                    |        |
| 1989年11月4日 - 1989年11月5日                               | 毎週末21:00 - 21:30           | 30分                    |        |
| 1990年4月7日 - 1991年4月21日                                | 毎週末21:00 - 21:30           | 30分                    |        |
| 1994年2月26日 - 1994年10月16日                              | 毎週末21:00 - 21:30           | 30分                    |        |
| 1995年2月4日 - 1998年8月9日                                 | 毎週末21:00 - 21:30           | 30分                    |        |
| 1980年11月15日 - 1980年12月14日                             | 毎週末20:35 - 21:00           | 25分                    |        |
| 1981年3月21日                                               | 毎週土曜日20:30 - 20:55       | 25分                    |        |
| 1981年3月28日 - 1981年4月18日                               | 毎週土曜日21:00 - 21:35       | 35分                    |        |
| 1981年7月11日 - 1981年7月18日                               | 毎週土曜日21:00 - 21:35       | 35分                    |        |
| 1981年4月25日                                               | 毎週土曜日21:15 - 21:50       | 35分                    |        |
| 1981年5月2日 - 1981年5月16日                                | 毎週土曜日21:00 - 21:40       | 40分                    |        |
| 1981年5月30日 - 1981年6月27日                               | 毎週土曜日21:00 - 21:40       | 40分                    |        |
| 1981年8月1日 - 1982年1月2日                                 | 毎週土曜日21:00 - 21:40       | 40分                    |        |
| 1981年5月23日                                               | 毎週土曜日21:00 - 21:25       | 25分                    |        |
| 1981年7月4日                                                | 毎週土曜日21:00 - 21:55       | 55分                    |        |
| 1981年7月25日                                               | 毎週土曜日21:25 - 22:00       | 35分                    |        |
| 1982年1月8日 - 1983年3月26日                                | 毎週土曜日21:00 - 21:30       | 30分                    |        |
| 1983年11月5日 - 1984年10月20日                              | 毎週土曜日21:00 - 21:30       | 30分                    |        |
| 1983年4月2日 - 1983年10月29日                               | 毎週土曜日20:55 - 21:25       | 30分                    |        |
| 1984年10月27日 - 1985年4月20日                              | 毎週土曜日21:00 - 21:30       | 30分                    |        |
| 1985年4月27日                                               | 毎週土曜日21:00 - 22:00       | 60分                    |        |
| 1988年5月14日 - 1989年5月27日                               | 毎週土曜日21:00 - 21:25       | 25分                    |        |
| 1989年6月3日 - 1989年10月29日                               | 毎週末21:00 - 21:25           | 25分                    |        |
| 1989年11月11日 - 1989年11月12日                             | 毎週土曜日21:00 - 21:30       | 30分                    |        |
| 1989年11月11日 - 1989年11月12日                             | 毎週日曜日21:00 - 21:25       | 25分                    |        |
| 1989年11月18日 - 1990年4月1日                               | 毎週末21:00 - 21:25           | 25分                    |        |
| 1991年4月27日 - 1991年10月6日                               | 毎週末21:00 - 21:45           | 45分                    |        |
| 1991年10月12日 - 1993年10月17日                             | 毎週末21:00 - 21:40           | 40分                    |        |
| 1993年10月23日 - 1994年2月20日                              | 毎週末21:00 - 21:45           | 45分                    |        |
| 1994年10月22日 - 1995年1月29日                              | 毎週末21:00 - 21:40           | 40分                    |        |
| 1998年8月15日 - 2000年5月14日                               | 毎週末21:00 - 21:35           | 35分                    |        |
| 2000年5月20日 - 2005年4月16日                               | 毎週末20:55 - 21:35           | 40分                    |        |
| 2008年5月31日 - 2010年10月31日                              | 毎週末20:55 - 21:35           | 40分                    |        |
| 2005年4月23日 - 2008年5月25日                               | 毎週末20:55 - 21:30           | 35分                    |        |
| 2010年11月6日 - 2013年4月14日                               | 毎週末19:55 - 20:40           | 45分                    |        |
| 2013年4月20日 - 2017年9月3日                                | 毎週末19:55 - 20:45           | 50分                    |        |
| 2018年3月31日 - 2020年5月24日                               | 毎週末19:55 - 20:45           | 50分                    |        |
| 2017年9月9日 - 2017年9月10日                                | 毎週末19:55 - 20:35           | 40分                    |        |
| 2017年12月30日 - 2018年3月25日                              | 毎週末19:55 - 20:35           | 40分                    |        |
| 2017年9月16日 - 2017年12月24日                              | 毎週末19:55 - 20:30           | 35分                    |        |
| 2020年5月30日 - 2021年6月20日                               | 毎週土曜日19:55 - 20:45       | 50分                    |        |
| 2020年5月30日 - 2021年6月20日                               | 毎週日曜日19:55 - 20:25       | 30分                    |        |
| 2021年6月26日 - 2022年4月17日                               | 毎週土曜日19:55 - 20:45       | 50分                    |        |
| 2021年6月26日 - 2022年4月17日                               | 毎週日曜日19:50 - 20:25       | 35分                    |        |
| 2022年4月23日 - 2022年6月12日                               | 毎週土曜日19:55 - 20:35       | 40分                    |        |
| 2022年4月23日 - 2022年6月12日                               | 毎週日曜日19:50 - 20:20       | 30分                    |        |
| 2022年6月18日 - 現在                                        | 毎週土曜日19:55 - 20:35       | 40分                    |        |
| 2022年6月18日 - 現在                                        | 毎週日曜日19:55 - 20:30       | 35分                    |        |

## アンカー・気象キャスター
韓国ではニュースキャスターのことをアメリカ英語の News anchor にならって「アンカー」(앵커) と呼ぶのが一般的である。

### 平日（月 - 金）
イ・サンヒョン記者。
ペ・ヒョンジン記者。 前職 アナウンサー。
イ・チャンミンMBC契約気象キャスター。

### 週末（土・日）
チョン・ヒョンウ記者。
パク・ヨンギョンアナウンサー。
パク・ソンニョンMBC契約気象キャスター。

### 過去のアンカー・気象キャスター（一部、順不同）
シン・ギョンミンMBC報道局専任記者（局長級）。1981年MBC入社。報道局外信部・社会部・経済部・北韓部（北朝鮮担当）・政治部・統一外交チーム記者、社会部次長（1996年）、ワシントン特派員（2000年-2003年）、国際部長（2003年）、報道局副局長（2003年）、解説委員（2005年）などを歴任。2006年8月から現職。週末「ニュースデスク」（1993年4月17日-1994年9月10日）、「ニュースの広場」（標準FM、2007年3月-2008年3月）や2007年大統領選挙開票速報番組「選択2007」（2007年12月19日）のアンカーを経験し、報道局長職に専念するためアンカーを降板したキム・ソンスの後継として2008年3月24日から平日「ニュースデスク」アンカーを務める。2010年9月にMBCを定年退職し2011年1月から民主統合党のスポークスマンとして活動し2012年4月19代総選挙で当選されて国会議員になった。
パク・ヘジンMBCアナウンサー。2001年入社。平日夕の情報番組「生放送 話題集中」司会（2004年10月18日 - 2006年3月3日）、週末「ニュースデスク」アンカー（2004年10月9日 - 2006年2月26日）など報道・情報番組を中心に経験を積んだ。2006年3月6日から平日「ニュースデスク」アンカーに起用され、2005年末から2006年初頭にかけて「SBS8ニュース」以下に低迷した視聴率を回復させた要因の一つとも伝えられた。
キム・セヨンMBC報道局政治国際総括デスク。1985年MBC入社。報道局社会部・政治部・報道特集部・国際部記者、政治部次長（2002年）、ニュース編集2部アンカー（次長級、2003年）、ニューヨーク特派員（2004年）、政治2チーム長（2007年）を歴任。この間に「最終ニュース」（2000年10月 - 2002年1月）、週末「ニュースデスク」（2002年1月19日-2003年4月27日）、「MBCニューストゥデイ」（2003年4月-2004年4月）のアンカーを務め、2008年3月29日から週末「ニュースデスク」アンカーに再び就任した。
オム・ギヨン1974年MBC入社。報道局社会部・経済部・報道特集部記者、パリ特派員（1985年 - 1988年）を経て1989年10月9日から1996年11月8日まで平日「ニュースデスク」のアンカーを務めた。その後は報道局副局長・政治部長（1996年、兼任）、報道制作局長（1998年）、報道局長（1999年）、報道担当理事・報道本部長（2000年）。2002年1月1日に「ニュースデスク」アンカーとして復帰、同2月から報道本部特任理事を兼任。2007年2月に特任理事を退いてからも副社長級の専門契約職として「ニュースデスク」アンカーを続けたが、放送文化振興会（MBCの支配株主）によるMBC次期社長公募に立候補するため2008年2月1日限りで番組を降板した。ここまでのアンカー担当期間は13年3か月で韓国の放送史上最長。同2月15日の放送文化振興会理事会で社長就任が内定、2月29日のMBC株主総会で正式に第28代の代表理事社長（任期3年）に選出された。しかしMBCが推進してきた「ニューMBCプラン」が特別な成果を出せなかったことこれに対する責任に放送文化振興会理事長に電撃辞任を提出して代表理事社長を退いた。
チョン・ドンヨン1978年MBC入社。報道局政治部記者、ロサンゼルス特派員などを経て週末「ニュースデスク」アンカー (1994年9月11日 - 1996年1月7日)。1996年にMBCを退社、国会議員選挙に出馬し当選。ヨルリン・ウリ党前議長。
キム・ソンスMBC報道局長。1984年MBC入社。報道局政治部記者、東京特派員、政治部長などを経て2007年7月から現職。MBC社長公募に立候補したオム・ギヨンの後継として2008年2月4日から3月21日まで平日「ニュースデスク」アンカーを務めた。
キム・ウネ1993年MBC入社。報道局社会部での三豊百貨店崩壊事故や至尊派事件取材、政治部の政党担当記者として実績を上げたのち、平日「ニュースデスク」アンカー（1999年4月26日 - 2000年10月27日）に起用。現場取材経験を持つ女性記者が夜のメインニュース番組アンカーに初めて登用された事例として話題になった。2001年、米スタンフォード大学留学中にアメリカ同時多発テロ事件が発生し臨時ワシントン特派員。平日深夜の「MBCニュース24」を女性記者として初の単独進行（2003年6月 - 2004年4月）、次いで「MBCニューストゥデイ」アンカー（2004年4月 - 2006年8月）を歴任。2007年に産休から復帰し報道局ニュース編集2部次長待遇、政治1チーム次長・外交通商部担当記者を務めたが、2008年2月に発足する李明博政権で大統領府の副報道担当者（スポークスマン）に就任するためMBCを退社した。
キム・ジュハ1997年にアナウンサーとしてMBCに入社、 2004年6月から報道局記者に転職した。社会部、経済部を経て、産休・育児休暇後の2007年から国際部、文化チームの順に所属。キム・ウネの後継として2002年10月30日から2006年3月3日まで平日「ニュースデスク」アンカー。休暇直後の2007年3月17日から2008年3月23日まで週末「ニュースデスク」アンカーを単独で務めた。2008年3月24日からは「MBC ニュース24」アンカーに就任。部長級記者がアンカーとプロデューサーを兼任してきた同番組で、歴代最年少かつキム・ウネに次ぐ2人目の女性記者による単独進行として注目された。韓国で最も人気のある女性ニュースキャスターとして、テレビ朝日「SmaSTATION-4」で紹介されたことがある。
ヨン・ボフムMBC報道局記者。1996年入社。警察・検察・政治担当を経て、2005年3月19日から2007年3月11日まで週末「ニュースデスク」アンカー。
ソ・ヒョンジンMBCアナウンサー。釜山文化放送アナウンサー（2003年12月 - 2004年9月）を経て2004年12月にMBC入社。2006年3月11日から2007年3月11日まで前任のパク・ヘジンに代わって週末「ニュースデスク」アンカーを担当。2007年からはバラエティ番組への出演が増え、年末の2007MBC放送演芸大賞で新設されたアナウンサー賞を受賞した。主な出演番組は「世の中を開く朝」（FM4U、2005年 - 2007年10月）、「生放送 話題集中」（テレビ、2006年4月 - 11月）、「スポーツマガジン」（テレビ、2007年5月-）、「モーニングFM」（FM4U、2007年10月-）、「神秘なTVサプライズ」（テレビ、2007年10月-）、「知彼知己」（2007年11月-2008年3月）など。梨花女子大学校舞踊科在学中の2001年ミスコリア選抜大会でミスコリア善に選ばれた経歴がある。
チェ・ユニョンMBCアナウンサー。ソウル大学校英語教育学科在学中からテレビ番組のレポーター・司会、CMモデルとして活動、映画「イルマーレ」（2000年）「アフリカ」（2001年）にも出演。2001年にMBC入社。2003年10月11日から週末「ニュースデスク」アンカーを務め、2004年10月3日を最後に週末アンカーの座を同期入社のパク・ヘジンに譲った。主な出演番組は平日朝の情報番組「生放送 とても特別な朝」（2002年4月 - 2006年4月）、同「生放送 今日の朝」（2006年5月 - ）、金曜夜の国際時事番組「W〈World Wide Weekly〉」（2005年5月 - ）など。
ペ・スヨンMBC契約気象キャスター。2005年採用。2006年5月から12月まで平日「ニュースデスク」気象情報コーナーに出演、現在は平日深夜の「MBCニュース24」などで気象情報を担当している。ウェザーニューズによるFimm向け動画気象情報サービス初代キャスターを同期採用のパク・ウンジとともに務めた。
パク・シンニョン MBC契約気象キャスター。2004年採用。テレビショッピングチャンネル「LGホームショッピング」のショーホスト（案内役）などを経験。
チェ・イルク副報道局長。
パク・ウンジMBC契約気象キャスター。2005年採用。2006年12月から平日「ニュースデスク」気象情報コーナーを担当。MBC採用前の2005年2月から8か月間、千葉市のウェザーニューズに駐在し、KTFの第三世代携帯電話“Fimm"向け動画気象情報サービスに初代キャスターとして出演した。
クォン・ジェホン報道本部長。 2012年5月17日、MBC労組との対立の過程でのハリウッドアクションをめぐる議論で多くの批判を受けたりもした。
パク・ヨンチャン取材センター長。
イ・ヒョンスンMBC契約気象キャスター。
パク・サンクォン記者。
キム・ソヨンアナウンサー。
イ・ムンチョンMBC契約気象キャスター。
ド・インテ記者。
カン・ダソムアナウンサー。
チョン・ヘギョンMBC契約気象キャスター。
イ・ズンヒ記者。
チョン・ダヒアナウンサー。:ソン・ソッキ
現JTBCニュースルームのキャスター。
1987年から1992年まで週末のキャスターを務める。

## 日本での放送
2006年2月27日からスカパー!のKNTVで同時放送が開始され、同年10月1日からは日本語字幕付き放送が始まった。なお、ニュースデスク内の天気予報、並びにスポーツニュースでは字幕は挿入されない。当番組の7時30分開始に先駆ける形で、2018年11月30日までをもって打ち切り、SBS8ニュースのネットに引き継がれた。

## タイトル遍歴
- 初代　開始当初から1977年ごろ（タイプライターと報道フロアの模様）
- 2代目　1977-1980年ごろ（報道フロアの模様をクロマキーで映す）
- 3代目　1980年-1981年ごろ（時計回りに地球が作成され、地球が棒に変形しボールが弾むとmbcのロゴに変化。タイトルが1文字づつ現れるテロップアニメ。　初期はファンファーレ調の音楽だったが、1981年3月ごろからは「FNNニュースレポート」のテーマ曲と組曲「惑星」の木星の組み合わせがテーマ曲に使われる。なお、1980年12月22日から当番組のカラー放送が開始された。
- 4代目　1981年12月-1984年ごろ（この頃からmbcからMBCにロゴが変わる。変化としては白色から黄色になり、時計回りに地球が作成されるのは同じだが、完成した所でタイトルがズームアップするもの。1983年頃はタイトルがズームアップするものに変更された。
- 5代目　1985-1988年ごろ 宇宙空間にタイトルがズームアップしバックが宇宙空間からCBSの地球儀映像に変化するとズームアウトするもの。タイトルは3回変更された。
- 6代目　1988年ごろ　この頃から独自音楽に変更。地球儀が回転するとMBCロゴに吸い込まれてタイトルが登場するもの。
- 7代目　1989年2月-1991年ごろ　地球儀が俯瞰しタイトルが登場するもの。
- 8代目　1991年4月22日-1993年10月16日（このころから1998年4月まで使われるテーマ曲が使用され始める）
- 9代目　1993年10月18日-23日（人工衛星。音楽に効果音が挿入された）
- 10代目　1993年10月24日-1994年6月26日（今まで、提供会社のクレジットが出ている間に使われていた、タイプライター音をやめ、現在でもつかわれている音楽を使用。）
- 11代目　1994年6月27日-1995年4月16日（このころから、提供会社のクレジットが縦読みから、以降横読みに変わった。1994年7月9日には、OPCGで金日成主席死亡と写真付きで出した。）
- 12代目　1995年4月17日-1995年10月16日
- 13代目　1995年10月17日-1997年10月19日
- 14代目　1997年10月20日-1998年4月19日 人工衛星やmbcnewsdeskが地球を俯瞰するcg
- 15代目　1998年4月20日-1999年12月30日（テーマ曲変更）
- 16代目　1999年12月31日-2000年12月31日（テーマ曲変更　「ANNスーパーJチャンネル」（番組開始～1998年4月）と同一の曲を使用）
- 17代目　2001年1月1日-1月7日（テーマ曲が1991-1998年4月ごろ使われたものを電子音アレンジで復活）
- 18代目　2001年1月8日-2月4日
- 19代目　2001年2月5日-2002年8月25日（テーマ曲が1991-1998年4月ごろ使われたものをオーケストラアレンジで復活、尚、16代目から19代目のオープニングCGは同一のものを使用。）
- 20代目　2002年8月26日-2005年1月2日
- 21代目　2005年1月3日-12月7日
- 22代目　2005年12月8日-2006年5月3日
- 23代目　2006年5月4日-2007年 (これ以降、画面解像度16:9のフルHDでの放送に切り替え。)
- 24代目　2007年-2012年7月26日
- 25代目　2012年7月27日のみ（テーマ曲がオーケストラと、テクノ風による特別演奏、冒頭にオーケストラのドラムによる効果音付き、朝鮮戦争休戦記念日バージョン。併せてヘッドライン音も変更　このころからタイトルは消灯状態のスタジオにある巨大モニターを使用。このVer.はこの日のみ）
- 26代目　2012年7月28日-2013年2月9日（テーマ曲がテクノ風にアレンジ。）
- 27代目　2013年2月10日-12月2日
- 28代目　2013年12月3日-2014年8月3日（OPでスタジオにある巨大モニターに８の字が使用される。2013年12月31日放送時に、屋外に特設スタジオを作り「年越し特集」と、文字を入れ放送している。ソチオリンピックの2014年2月4日～23日までの期間中は、sochi.ru 2014の文字が入る ）
- 29代目　2014年8月4日-2017年12月25日 (新社屋への移転に伴いテーマ曲、スタジオを一新し、スタジオ全体に巨大モニター、中型モニターを設置、カメラはリモートコントロールカメラになった。OPにはスタジオから輪が出てくるCGを合成したものになった。）
- 30代目　2017年12月26日- スタジオセットはほぼ前世代のセットを継承しつつ、OPテーマ曲のみ変更（テーマ曲が1991-1998年4月・2001年-2014年8月ごろ使われたものを電子音アレンジで復活）

## 出来事
- 1981年12月3日、韓国文化放送創立20周年記念特別番組として、アジア・欧米の代表的な報道番組を取材したものを放送した。
  - 第1章　アメリカ合衆国・ABC『ABC NEWS』
  - 第2章　日本・NHK総合テレビジョン『ニュースセンター9時』、フジテレビジョン『FNNニュースレポート6:00』

第2章では『NC9』の小浜維人（当時NHK政治部）、『ニュースレポート6:00』の山川千秋（当時CX報道部）の各番組の司会者がインタビューを受けていた。
  - 第3章　フランス・TF1（フランス第1国営テレビ　番組名不詳）

- 1988年8月4日、同番組の放送中に突如不審者がスタジオに乱入して「視聴者の皆さん、私の耳に盗聴器が」と2回叫び、その模様が警備員に摘み出されるまでの数秒間オンエアされる放送事故（도청장치 방송사고：盗聴装置放送事故）が起こった[62][63]。その後その不審者は精神病との理由で解放された。この放送事故は、2005年に同局の音楽番組の生放送で出演したバンドが下半身を露出する事件が起こるまでは、韓国放送史上、最も大きな放送事故であった。数年後には不審者の発言を模したロックバンドが結成され話題を呼んだ[64]。

- 2005年8月15日（光復節）に行った放送で日本軍731部隊を特集放送したが、香港映画『黒太陽731』の生体実験を演出した場面を白黒処理した映像で差し込み（MBCはロシアから入手した映像と説明）過度な反日的な報道で印象操作を行ったと、韓国国内で批判を浴びた。

- 2017年12月26日、新たなアンカーとなったパク・ソンホ（박성호）は、過去の保守政権だった5年間、ニュース番組が権力に屈して、真実を報道せずに政府の御用マスコミに成り下がってしまったとして、番組内で国民に向け謝罪した[65]。

- 2022年9月に尹錫悦大統領のアメリカ訪問の際、尹大統領が暴言を発したとされる場面が取材陣のカメラに捉えられ、MBCはその映像を報道した。外交部は訂正報道を要求したものの、MBC側はこれに応じなかったため、大統領府は11月の東南アジア外遊に際して、「歪曲、偏向報道を繰り返している」としてMBC所属記者の大統領専用機への搭乗を拒否した。

- 2023年11月13日、放送通信審議委員会は、2022年大韓民国大統領選挙直前、ニュースサイト「ニュース打破」が報じた尹錫悦候補（当時）が検事時代に釜山貯蓄銀行事件のもみ消しをしたとする「金万培氏虚偽インタビュー」を検証もせずに事実であるかのように報道したとして、最高額となる4500万ウォンの課徴金を課すことを決めた[66]。

- 2024年2月27日放送の天気予報コーナーで、当日のソウル市内の粒子状物質濃度が1マイクログラムであることを伝えるために大きな青い数字の「1」と描かれたグラフィックを使用したが、これに対して共に民主党のシンボルカラーである青色と、同党の選挙記号である1番を連想させるとして、選挙放送審議委員会は、MBCに対して法定制裁措置である「制作陣意見陳述」を決定した[67]。